# Eugen Jahnke

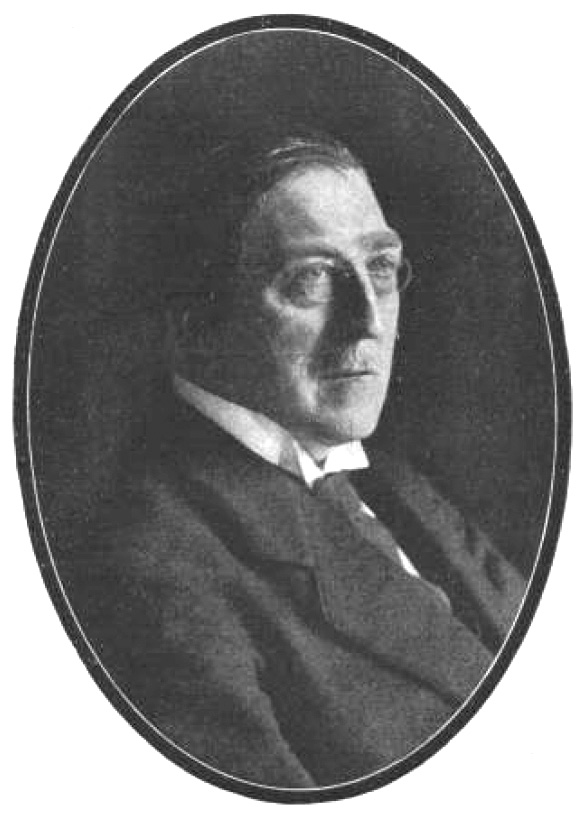
Eugen Jahnke

Paul Rudolf Eugen Jahnke (* 30. November 1863 in Berlin; † 18. Oktober 1921 ebenda) war ein deutscher Mathematiker.

## Leben
Jahnke studierte Mathematik und Physik an der Friedrich-Wilhelms-Universität Berlin bei Karl Weierstraß und Lazarus Fuchs und legte dort 1886 sein Staatsexamen für das höhere Lehramt ab. 1889 promovierte er in Halle an der Saale bei Albert Wangerin über die Integration von gewöhnlichen Differentialgleichungen 1. Ordnung. Danach war er Lehrer an Realschulen in Berlin (unter anderem der Friedrichwerderschen Oberrealschule ab 1900), wo er sich gleichzeitig 1901 an der TH Berlin-Charlottenburg habilitierte und ab 1905 Professor an der Bergakademie in Berlin wurde, die 1916 mit der TH Berlin fusionierte. 1919 war er Rektor der TH Berlin.
Er war Herausgeber des Archivs für Mathematik und Physik und Mitarbeiter des Jahrbuchs über die Fortschritte der Mathematik. Er schrieb ein frühes Buch über Vektorrechnung und ist heute vor allem für seine Funktionentafeln bekannt, die 1909 zuerst erschienen, auch ins Englische übersetzt wurden und bis in die 1960er Jahre in neuer Bearbeitung aufgelegt wurden. Sie wurden später von Fritz Emde (Professor für Elektrotechnik an der TH Stuttgart) und anderen bearbeitet.
Im Anschluss an Ferdinand Caspary befasste er sich ab Anfang der 1890er Jahre mit Vektorrechnung, wobei beide von Hermann Graßmann und dessen Ausdehnungslehre ausgingen, und wandte sie in Veröffentlichungen 1902 und 1904 auf die Elektrodynamik und Optik an. Ebenfalls unter dem Einfluss von Caspary schrieb er Arbeiten über die Anwendung von Thetafunktionen.
An der Bergakademie lehrte er auch Mechanik und Bergbautechnik, wobei er ein Gerät zur Kontrolle der Fahrt von Förderkörben erfand. Er galt als guter Lehrer und interessierte sich für Mathematikpädagogik. Von 1901 bis 1918 war er Herausgeber des Archivs für Mathematik und Physik. Außerdem gab er die Mathematisch-Physikalischen Schriften für Ingenieure und Studierende heraus und ab 1912 Dinglers Polytechnisches Journal. Er war mit Hellmuth Kneser einer der Gründer der Berliner Mathematischen Gesellschaft (1901). Im Jahr 1910 wurde er zum Mitglied der Leopoldina gewählt.

## Schriften
- Vorlesungen über Vektorenrechnung – mit Anwendungen auf Geometrie, Mechanik und mathematische Physik. Teubner 1905
- Funktionentafeln mit Formeln und Kurven, Teubner. 1909, 1933, 1945, 7. Auflage 1966, bearbeitet von Fritz Emde und später von Friedrich Lösch als Tafeln höherer Funktionen